# 休斯顿·史密斯
休斯敦·卡明斯·史密斯（英語：Huston Cummings Smith，1919年5月31日—2016年12月30日），是美国宗教学研究的顶尖学者，被广泛誉为世界宗教学研究最具影响力的人物之一。 史密斯共编纂了至少13部有关宗教与哲学的书籍，其中他的《人的宗教》（The World's Religions）一书销售量超过三百万册（截止2017年）并被奉为比较宗教学的经典教科书。
史密斯在中国苏州出生、长大，父母是基督教循道宗的传教士。史密斯17岁时回到美国，并于1945年获得美国芝加哥大学哲学博士学位。 作为教授，他的大部分学术生涯在圣路易斯华盛顿大学（1947-1958年）、麻省理工学院（1958-1973年）以及雪城大学（1973-1983年）度过。1983年，史密斯从雪城大学退休并移居加州伯克利，成为加州大学伯克利分校宗教研究的访问教授，直至去世。

## 早年生活
休斯敦·卡明斯·史密斯1919年5月31日出生于中国苏州常熟，父母是基督教循道宗的传教士。史密斯在苏州长大，他的第一语言是中文，并带有苏州口音。
17岁时，史密斯回到美国求学，入读中央卫理公会大学（Central Methodist University）、并于1940年获得本科学位。1945年，史密斯又从美国芝加哥大学毕业，获得哲学博士学位。
在芝加哥时，史密斯与Kendra Smith成婚，而后者是芝加哥大学神学院教授Henry Nelson Wieman的女儿。 二人育有三个女儿，Karen Smith, Gael Smith 以及 Kimberly Smith。

## 学术生涯

### 丹佛、圣路易斯及麻省理工
休斯敦·史密斯1945年至1947年执教于美国丹佛大学，而后来到圣路易斯华盛顿大学并在此度过十年。
1958年，史密斯被任命为美国麻省理工学院的哲学系教授。 但由于他对于宗教的亲身研究和信仰，受到了麻省理工学院的同事排斥，麻省理工学院后来也禁止他教授研究生。

### 雪城及加州伯克利
1973年，史密斯来到纽约州的雪城大学，并担任宗教学以及哲学教授直至1983年退休。
1983年，史密斯退休后移居加州伯克利，成为加州大学伯克利分校宗教研究的访问教授，直至去世。

## 宗教信仰

休斯敦·史密斯（右）与Brandon Williamscraig 在加州伯克利的对话

生于基督教家庭，休斯敦·史密斯本身拥有基督教的信仰。 但在他的学术生涯中，他也广泛学习并修行了印度教的吠檀多、佛教的禅宗以及伊斯兰教的苏菲派，并且在每个方面均有十年以上的学习和修行。